# Parlamento de la República Democrática del Congo
El Parlamento de la República Democrática del Congo (en francés: Parlement de la République démocratique du Congo) es el órgano legislativo de dicho país. Se compone de dos cámaras: el Senado es la Cámara Alta y la Asamblea Nacional es la Cámara Baja. Además de la acción legislativa controla al gobierno presidencial. Los diputados son elegidos por sufragio universal, mientras que los senadores son designados por las asambleas provinciales. Ambos son elegidos por un periodo de cinco años, pudiendo ser reelegidos.
El Parlamento más reciente se inauguró el 28 de enero de 2019.

## Historia
En la independencia del Congo Belga en 1960 se acordó crear un parlamento bicameral. En los inicios republicanos la Cámara de Representantes englobaba a toda la nación mientras que el Senado atendía a los intereses provinciales.
La constitución congoleña de 1967 que impuso un Estado centralista unitario suprimió el Senado, instaurando un parlamento unicameral. La constitución de transición de 2003 reinstauró el parlamento bicameral con las mismas funciones que en su origen y esto sería refrendado en la constitución de 2005.
Hasta el 28 de mayo de 2021, 32 miembros del parlamento de la República Democrática del Congo, el 5% del total, habían muerto debido a la COVID-19 durante la pandemia de COVID-19 en la República Democrática del Congo.
En la actualidad, el Parlamento está compuesto por 500 miembros, 415 de estos son hombres y 62 (13,0%) son mujeres.